# 지카소노촌
지카소노촌(親園村)은 도치기현의  북동부, 나스군에 속했던 촌이다.

## 역사
- 1889년 4월 1일 - 정촌제 시행에 의해 나스군 지카소노촌이 성립하였다.
- 1954년 12월 1일 - 오타와라정, 가네다촌과 합병해 오타와라시가 신설되었다.